# Електрическа система на МКС
Електрическата система на Международната космическа станция е критично важен компонент на Международната космическа станция (МКС), защото тя позволява екипажът на борда ѝ да живее комфортно, безопасно да управлява станцията и да извършва научни експерименти. МКС използва слънчеви панели за конвертиране на слънчева светлина в електричество.
В процеса на генериране и разпределяне на електричество се отделя топлина, която може да повреди екипировката на станцията, както и самата станция. За това на станцията са монтирани радиатори, които да разсейват излишната топлина в космоса.

## Слънчеви панели
Крилата със слънчеви панели на МКС представляват двойни сгъваеми платна, осеяни със слънчеви клетки с мачта между тях. Всяко крило съдържа 33 000 клетки и напълно разгънато е дълго 35 и широко 12 метра. Когато са сгънати, панелите се прибират в предпазна кутия, дълга 4,57 метра и широка едва 51 cm. С изстрелването на Ферма С6 на 15 март 2009 година и последвалото ѝ инсталиране, МКС разполага с пълен комплект от 8 слънчеви панела.
Обикновено слънчевите панели следват слънцето главно посредством „алфа кардан“, а за нагласяне на страничния ъгъл използват „бета кардан“. Съществуват няколко различни автоматични режима като например „режим на оптимално следене на слънцето“, при който панелите се позиционират в оптимално положение и „режим за минимално съпротивление“ – режим, в който панелите са ориентирани така, че да имат минимално съпротивление с термосферата.
Слънчевите панели на МКС са разположени на ферми С4, П4, С6 и П6. Освен това модулите Заря и Звезда също разполагат със свои собствени слънчеви панели.

## Батерии
Тъй като станцията често е в сянката на Земята, тя разчита на батерии, когато е в тъмната част на орбитата си (35 минути за всяка орбита от 90 минути). Никелово-водородните батерии осигуряват електричество за всички системи и подсистеми в тези периоди на затъмнение, а когато станцията излезе от сянката, батериите се зареждат отново. Тъй като батериите имат живот само 6,5 години, те трябва да бъдат сменяни няколко пъти през планирания живот на станцията от 20 години. Батериите на МКС са монтирани във ферми С4, П4, С6 и П6.

## Разпределяне на електричеството
Системите за контрол и разпределяне на електричеството работят под напрежение Vmp, което зависи от състоянието на слънчевите панели. Към 30 декември 2005 година Vmp е 160 волта прав ток, като с течение на времето производителността на слънчевите панели пада заедно с Vmp. Слънчевите клетки са организирани в групи от по 82, като специални устройства ги включват или изключват към и от основната верига, за да бъде постигнато постоянно желаното напрежение Vmp. След това специален трансформатор намалява напрежението до 124,5 волта.

## Прехвърляне на електричество към совалката
Системата за прехвърляне на електричество от МКС към космическата совалка ѝ позволява да стои скачена към станцията четири дена повече, тъй като така се намалява разходът в горивните ѝ клетки. В разпределителната мрежа на станцията тече 120 V прав ток, докато системата го конвертира в 28 V, при каквото напрежение работи совалката. Единствено совалките Дискавъри и Индевър са оборудвани с тази система, а те могат да се възползват от нея само, когато са скачени за Херметизиран адаптер за скачване №2.